# Carpodectes
Carpodectes là một chi chim trong họ Cotingidae.

## Các loài
- Carpodectes hopkei
- Carpodectes antoniae
- Carpodectes nitidus